# Sankenbach-Wasserfälle
Die Sankenbach-Wasserfälle liegen südwestlich von Baiersbronn im Schwarzwald. Der Sankenbach  stürzt in mehreren Stufen mehr als 40 m über die Karwand des Sankenbachkessels. Der Hauptfall wird gebildet vom Eck’schen Horizont des Unteren Buntsandsteins. Unterhalb des Wasserfalls liegt auf dem Boden des Kars der einst fast verlandete, durch Anstauung aber wiederhergestellte Sankenbachsee.
Wegen des nur 0,65 Quadratkilometer großen Einzugsgebiets fließen im Jahresmittel kaum 3 l/s Wasser über den Fall. Von einem Steg über der Hauptstufe aus kann aber mittels eines Holzschiebers das zulaufende Wasser im kleinen Tosbecken der oberhalb liegenden ersten Fallstufe zunächst angestaut werden; nach dem Öffnen des Schiebers stürzt das angesammelte Wasser dann eine Zeit lang in verstärktem Schwall hinab. Unterhalb des Hauptfalles folgen noch zwei wieder niedrigere Fallstufen.
Die Sankenbacher Wasserfälle und ihre Umgebung sind als 4,8 ha großes flächenhaftes Naturdenkmal ausgewiesen.

Stauvorrichtung
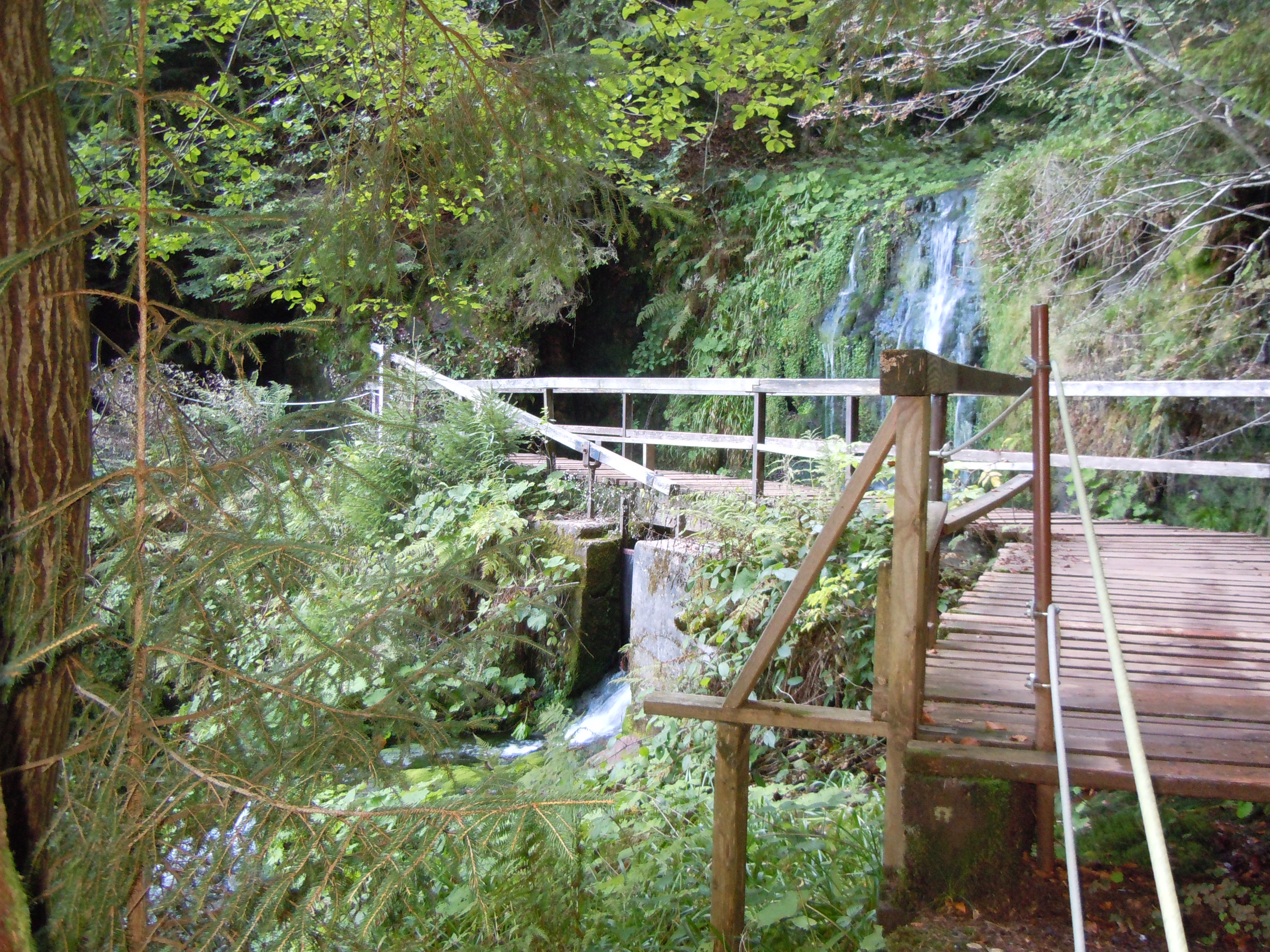
Steg mit Hebel zum Betätigen der Stauvorrichtung
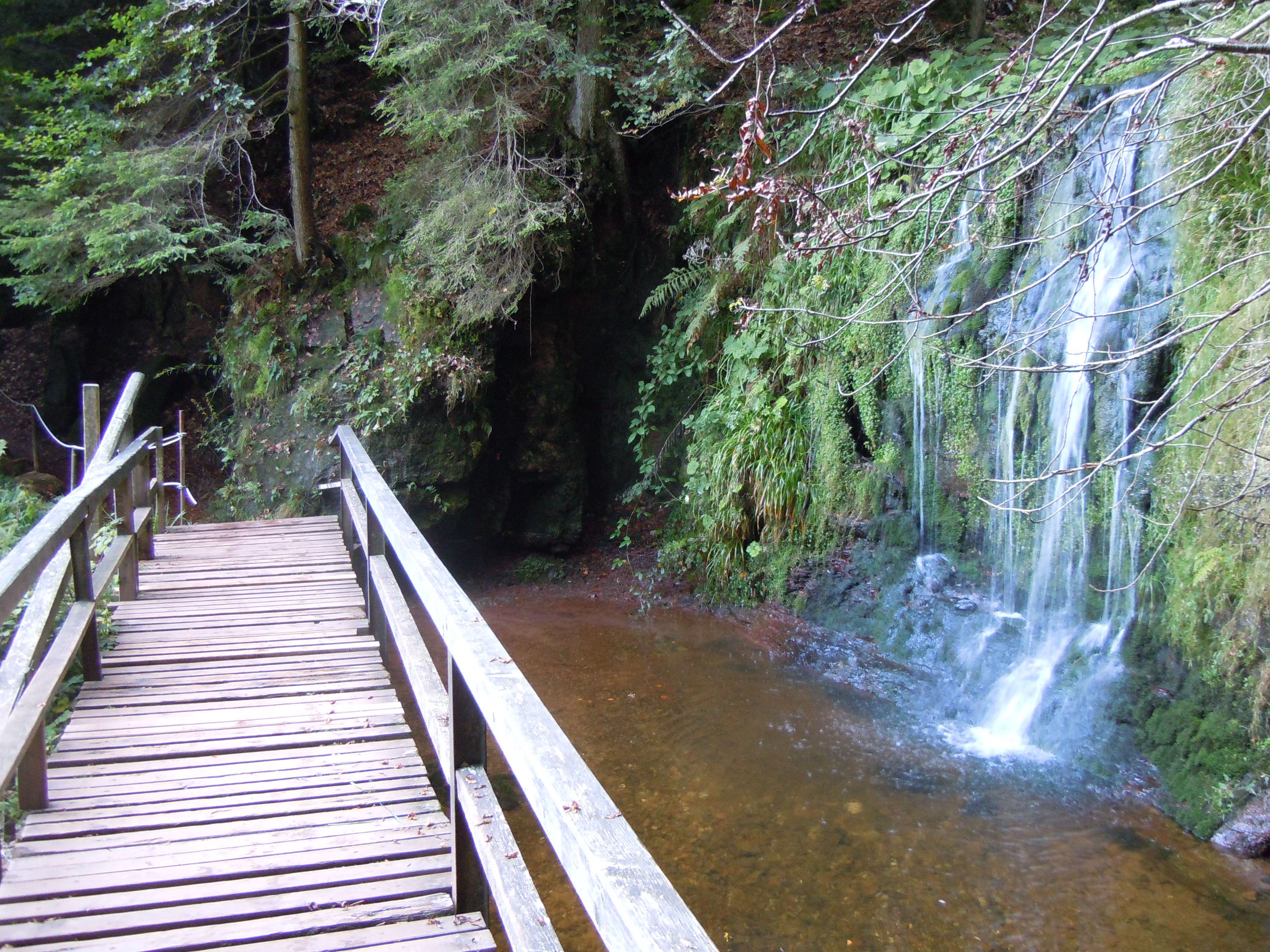
Oberer Fall mit Wasserbecken
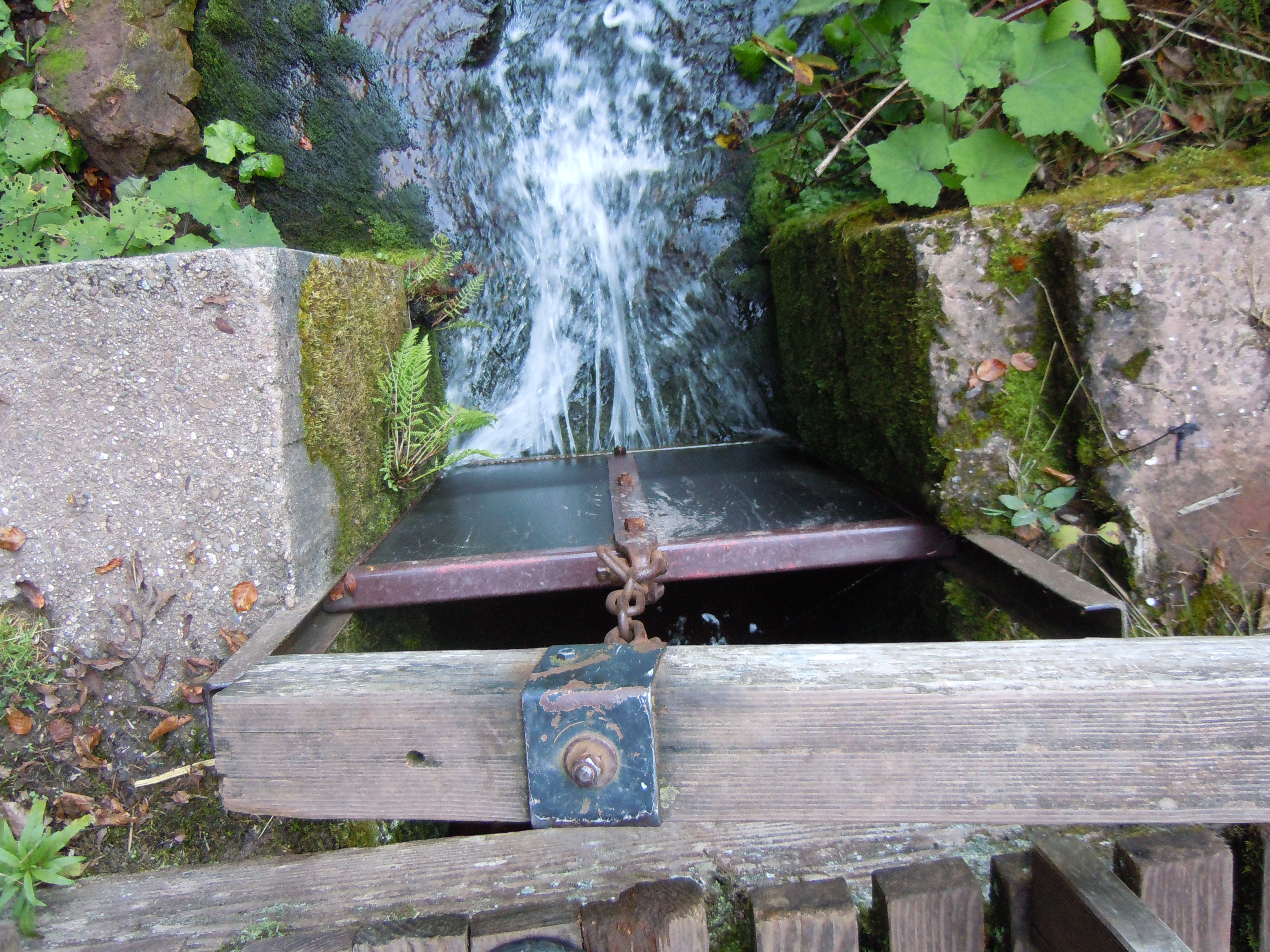
Blick von oben auf den geschlossenen Schieber
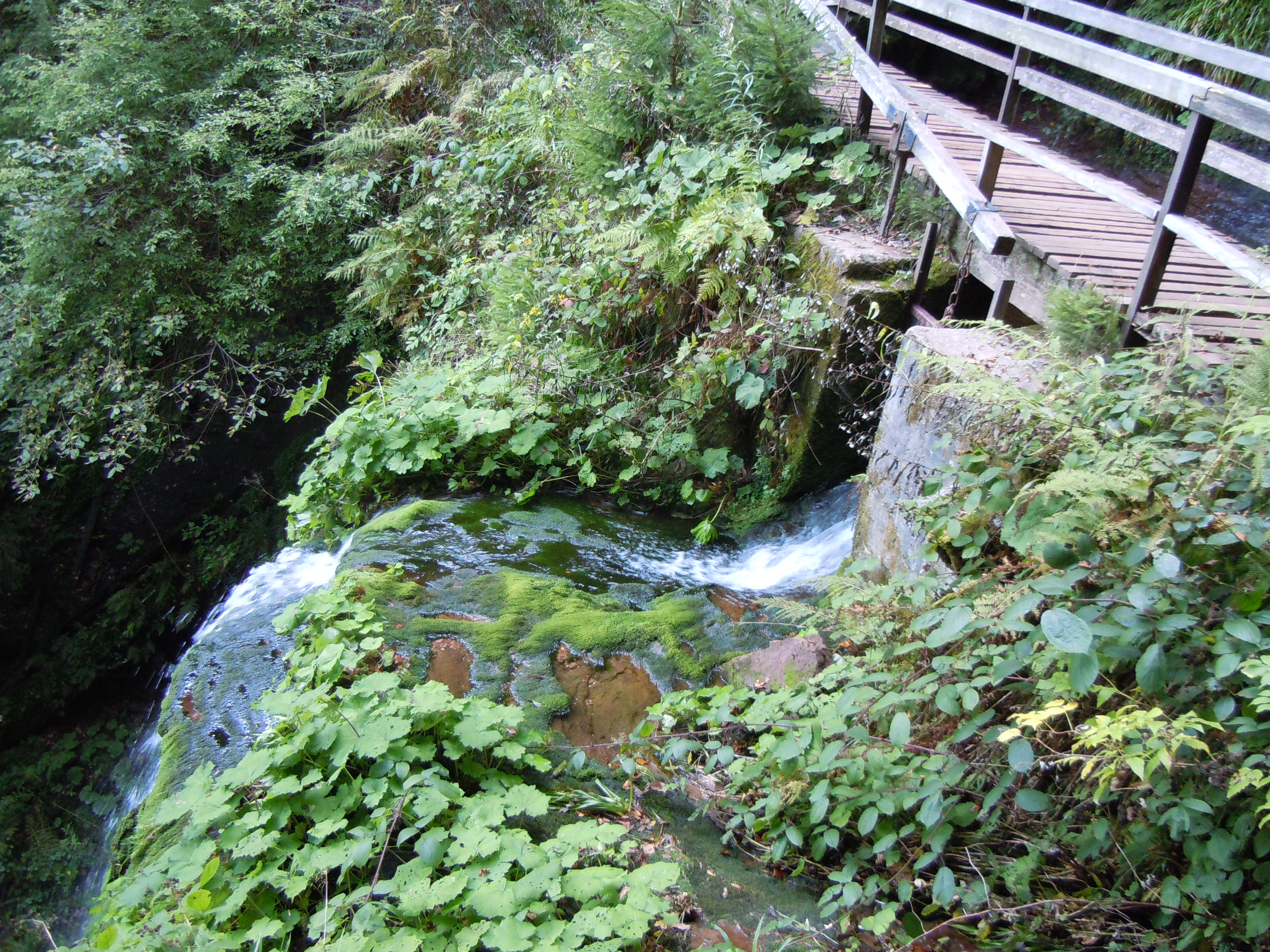
Stauvorrichtung und Abbruchkante des unteren Hauptfalls
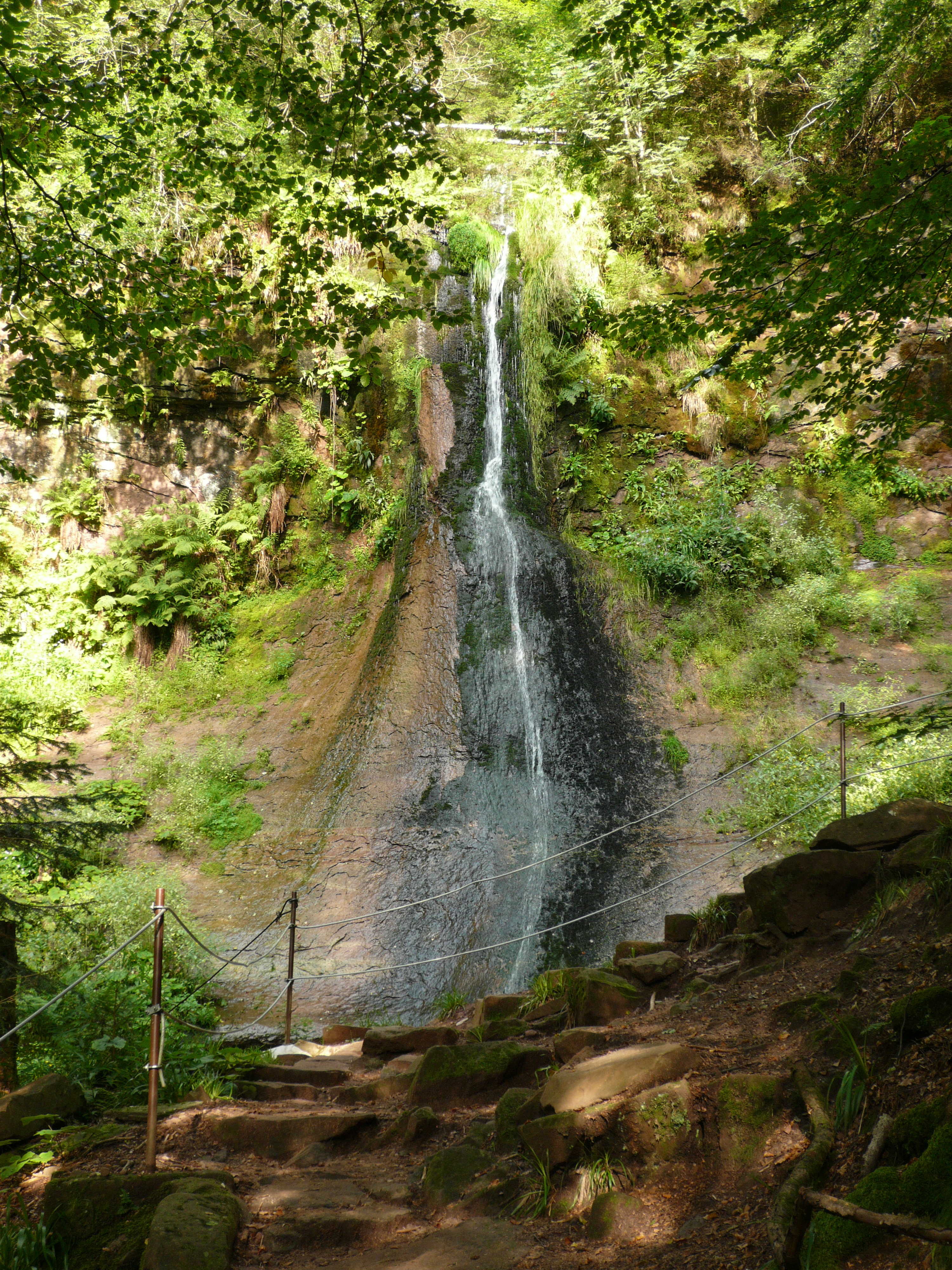
Zugang von unten